# Marasuchus
Marasuchus là một chi Ornithodira giống khủng long sống vào thời kỳ Trias giữa.